# Präfektur Sakai
Sakai (jap. 堺県 Sakai-ken) war von 1868 bis 1881 eine Präfektur Japans. Sie wurde in der Meiji-Restauration eingerichtet und umfasste zunächst nur die ehemalige Shōgunats- bzw. kaiserliche Domäne (bakuryō/tenryō) in der Provinz Izumi um die Stadt Sakai. 1869 wurde sie um die Präfektur Kawachi erweitert, die den Landbesitz des Shōgunats in der Provinz Kawachi übernommen hatte. Noch im gleichen Jahr wurde sie um das vorzeitig zurückgegebene Lehen (han) Sayama erweitert. Nach der landesweiten Abschaffung der Han 1871 wurde die Präfektur Sakai um die aus gleichnamigen Lehen hervorgegangenen Präfekturen Hakata, Kishiwada, Yoshimi und Tannan ergänzt, danach umfasste sie das Gebiet der Provinzen Izumi und Kawachi und damit den Südostteil der heutigen Präfektur Osaka. Der Sitz der Präfekturverwaltung befand sich zunächst an der Stelle der vormaligen Verwaltung für die Shōgunatsdomäne (Sakai bugyō-sho), ab 1871 im Sakai-Zweigtempel des Nishi Hongan-ji auf dem Gebiet der heutigen Stadt Sakai, damals noch Teil des Landkreises Ōtori (34° 35′ 0,2″ N, 135° 28′ 55,7″ O). 1876 wurde die Präfektur Nara (inzwischen praktisch deckungsgleich mit der Provinz Yamato) in die Präfektur Sakai eingegliedert. 1881 schließlich wurde die gesamte Präfektur Teil der Präfektur Osaka.
Die Präfektur Sakai bestand länger als die meisten heute nicht mehr existierenden Präfekturen, lange genug, um noch ein Präfekturparlament zu wählen – die landesweite Einrichtung von gewählten Präfekturversammlungen (fu-/kenkai) erließ die Meiji-Regierung 1878. Die Sakai-kenkai wurde im Juni 1879 eröffnet. 1881 wurde sie mit dem Präfekturparlament von Osaka vereinigt.

## Verwaltungsgliederung 1880
Landkreise (-gun) und „Bezirke“/Stadtkreise (-ku, Vorläufer der kreisfreien Städte, shi von 1888/89) in der Präfektur Sakai nach der Reorganisation der Landkreise in allen Präfekturen ab 1878, gruppiert nach den Provinzen des Altertums:
- Provinz Izumi
  - Sakai-ku, vom bisherigen Ōtori-gun abgetrennt
  - Ōtori-gun
  - Izumi-gun
  - Minami-gun
  - Hine-gun
- Provinz Kawachi
  - Ishikawa-gun
  - Yakami-gun
  - Furuichi-gun
  - Asukabe-gun
  - Nishigori-gun
  - Tannan-gun
  - Shiki-gun
  - Tanboku-gun
  - Ōgata-gun
  - Shibukawa-gun
  - Kawachi-gun
  - Wakae-gun
  - Takayasu-gun
  - Matta-gun
  - Katano-gun
  - Sasara-gun
- Provinz Yamato (vor 1876 und seit 1887 Präfektur Nara)
  - Soekami-gun
  - Yamabe-gun
  - Soejimo-gun
  - Heguri-gun
  - Shikijō-gun
  - Shikige-gun
  - Toichi-gun
  - Uda-gun
  - Takaichi-gun
  - Hirose-gun
  - Katsuge-gun
  - Katsujō-gun
  - Oshimi-gun
  - Uchi-gun
  - Yoshino-gun

## Gouverneure

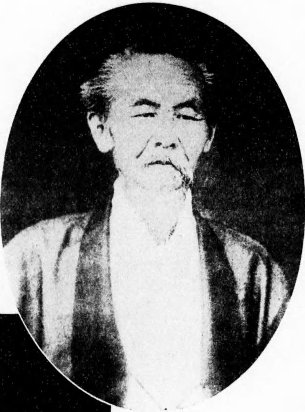
Ogō Kazutoshi aus Oka in der Provinz Bungo, 1868–1870 Gouverneur von Sakai
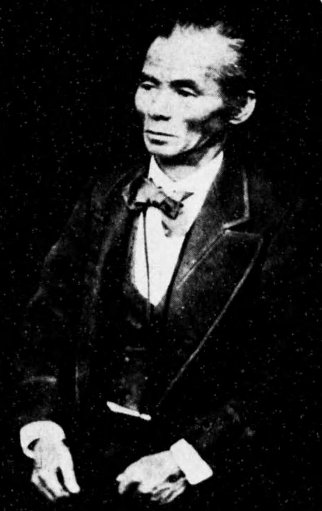
Saisho Atsushi aus Satsuma, nach der Restauration zunächst für kurze Zeit Gouverneur von Kawachi und Hyōgo, 1870–1881 Gouverneur von Sakai